# Rio Cea
Cea é um rio espanhol da província de Castela e Leão que deságua no Rio Esla.